# Gia đình Karamazov
Gia đình Karamazov (Tiếng Czech: Karamazovi, Krơ-ma-giô-vơ) là một bộ phim hợp tác hữu nghị thuộc thể loại tâm lý xã hội của điện ảnh Czech và Ba Lan.
Chuyện phim lấy ý tưởng từ motype bi kịch gia đình trong cuốn tiểu thuyết "Anh em nhà Karamazov" của Fyodor M.Dostoyevsky với phần nhạc nền do nhạc sĩ từng đoạt giải Oscar Jan A.P.Kaczmarek viết.

## Ê-kíp
- Nhà sản xuất: Čestmír Kopecký
- Âm nhạc: Jan A.P.Kaczmarek
- Dựng phim: Alexander Surkala
- Biên tập: Vladimír Barák
- Thiết kế sản xuất: Barbara Ostapowicz
- Thiết kế trang phục: Martin Chocholousek

## Vinh danh
- Giải đặc biệt FIPRESCI của Ban giám khảo dành cho phim truyện xuất sắc nhất - Liên hoan phim Quốc tế Karlovy Vary lần thứ 43